# Eltville am Rhein
Eltville am Rhein é um município da Alemanha, situado no distrito de Rheingau-Taunus, no estado de Hesse. Tem 46,77 km² de área, e sua população em 2019 foi estimada em 16.971 habitantes.